# سعد بن عبد الله القمي
سعد بن عبد الله بن أبي خلف الأشعري القمّي، أبو القاسم (؟ - ت. 300 أو 301 هـ /913 أو 914 م) وقيل انه متوفى في عام 299 هـ في ولاية رستم، هو من أعلام القرن الثالث الهجري، وشيخ طائفة الشيعة وفقيهها، أصله من العرب ولقب الأشعري نسبة الى بنو أشعر، وهي قبيلة مشهورة من اليمن، له كتب كثيرة منها كتاب فرقة الشَّيعة وكتاب الرد على الغلاة وكتاب المقالات والفرق.

## مؤلفاته
1. الوضوء.
2. الصلاة.
3. الزكاة.
4. الصيام.
5. الوضوء.
6. بصائر الدرجات.
7. الضياء في الرد على المحمدية والجعفرية.
8. فرق الشيعة.
9. الرد على الغلاة.
10. ناسخ القرآن ومنسوخه ومحكمه ومتشابهه.
11. فضل الدعاء والذكر.
12. جوامع الحج.
13. مناقب رواة الحديث.
14. مثالب رواة الحديث.
15. المتعة.
16. قيام الليل.
17. الرد على المجيرة.
18. فضل قم والكوفة.
19. فضل أبي طالب وعبد المطلب وأبي النبي صلى الله عليه وآله وسلم.
20. فضل العرب.
21. الأمانة.
22. فضل النبي صلى الله عليه وآله وسلم.
23. الدعاء.
24. الاستطاعة.
25. احتجاج الشيعة على زيد بن ثابت في الفرائض.
26. النوادر.
27. المزار.